# Grand Prix Formule 1 van Australië 2016
De Grand Prix Formule 1 van Australië 2016 werd gehouden op 20 maart op het Albert Park Street Circuit. Het was de eerste race van het seizoen 2016.

## Vrije trainingen

### Uitslagen
- Er wordt enkel de top-5 weergegeven.

| Vrije training 1 | Pos | No | Coureur          | Constructeur         | Tijd     |
| ---------------- | --- | -- | ---------------- | -------------------- | -------- |
| Vrije training 1 | 1   | 44 | Lewis Hamilton   | Mercedes             | 1:29.725 |
| Vrije training 1 | 2   | 26 | Daniil Kvjat     | Red Bull-TAG Heuer   | 1:30.146 |
| Vrije training 1 | 3   | 3  | Daniel Ricciardo | Red Bull-TAG Heuer   | 1:30.875 |
| Vrije training 1 | 4   | 27 | Nico Hülkenberg  | Force India-Mercedes | 1:31.325 |
| Vrije training 1 | 5   | 33 | Max Verstappen   | Toro Rosso-Ferrari   | 1:31.720 |
| Vrije training 2 | Pos | No | Coureur          | Constructeur         | Tijd     |
| Vrije training 2 | 1   | 44 | Lewis Hamilton   | Mercedes             | 1:38.841 |
| Vrije training 2 | 2   | 27 | Nico Hülkenberg  | Force India-Mercedes | 1:39.308 |
| Vrije training 2 | 3   | 7  | Kimi Räikkönen   | Ferrari              | 1:39.486 |
| Vrije training 2 | 4   | 3  | Daniel Ricciardo | Red Bull-TAG Heuer   | 1:39.535 |
| Vrije training 2 | 5   | 55 | Carlos Sainz jr. | Toro Rosso-Ferrari   | 1:39.694 |
| Vrije training 3 | Pos | No | Coureur          | Constructeur         | Tijd     |
| Vrije training 3 | 1   | 44 | Lewis Hamilton   | Mercedes             | 1:25.624 |
| Vrije training 3 | 2   | 6  | Nico Rosberg     | Mercedes             | 1:25.800 |
| Vrije training 3 | 3   | 5  | Sebastian Vettel | Ferrari              | 1:25.852 |
| Vrije training 3 | 4   | 55 | Carlos Sainz jr. | Toro Rosso-Ferrari   | 1:26.257 |
| Vrije training 3 | 5   | 7  | Kimi Räikkönen   | Ferrari              | 1:26.435 |

## Kwalificatie

### Opzet
De kwalificaties voor de startposities werd voor het eerst met het nieuwe kwalificatiesysteem gereden. De kwalificatie duurde nog steeds een uur en bestond nog steeds uit drie delen: Q1, Q2 en Q3. Waar in het verleden aan het einde van Q3 en Q2 coureurs afvielen op basis van hun genoteerde tijd aan het einde van de sessie, gebeurde dit nu gedurende de sessie.
Q1, het eerste deel van de kwalificatie, duurde zestien minuten. Na zeven minuten diende de langzaamste coureur de baan te verlaten. Iedere anderhalve minuut later viel er weer een coureur af, totdat er vijftien coureurs overblijven.
Q2 duurde een kwartier en na zes minuten viel de langzaamste coureur af. Dit ging zo door totdat er acht coureurs overbleven.
Q3 duurde veertien minuten en na vijf minuten viel de langzaamste coureur af. De sessie ging door totdat er met anderhalve minuut te gaan nog twee coureurs over waren.

### Gekwalificeerden
Lewis Hamilton behaalde de pole position voor Mercedes door teamgenoot Nico Rosberg te verslaan. Het Ferrari-duo Sebastian Vettel en Kimi Räikkönen kwalificeerde zich als derde en vierde. Max Verstappen werd voor Toro Rosso vijfde en behaalde hiermee zijn beste kwalificatieresultaat uit zijn carrière tot nu toe. Williams-coureur Felipe Massa noteerde de zesde tijd, voor Verstappens teamgenoot Carlos Sainz jr. en de Red Bull van Daniel Ricciardo. De Force India's van Sergio Pérez en Nico Hülkenberg startten vanaf de negende en tiende plaats.
MRT-coureur Rio Haryanto kreeg drie startplaatsen straf omdat hij tijdens de derde vrije training in de pitstraat tegen de auto van Romain Grosjean aanreed. Daarnaast kreeg Williams-coureur Valtteri Bottas een straf van vijf startplaatsen nadat hij zijn versnellingsbak moest wisselen.

### Kwalificatie-uitslag
| Pos                 | No | Coureur           | Constructeur         | Q1       | Q2       | Q3       | Grid |
| ------------------- | -- | ----------------- | -------------------- | -------- | -------- | -------- | ---- |
| 1                   | 44 | Lewis Hamilton    | Mercedes             | 1:25.351 | 1:24.605 | 1:23.837 | 1    |
| 2                   | 6  | Nico Rosberg      | Mercedes             | 1:26.934 | 1:24.796 | 1:24.197 | 2    |
| 3                   | 5  | Sebastian Vettel  | Ferrari              | 1:26.945 | 1:25.257 | 1:24.675 | 3    |
| 4                   | 7  | Kimi Räikkönen    | Ferrari              | 1:26.579 | 1:25.615 | 1:25.033 | 4    |
| 5                   | 33 | Max Verstappen    | Toro Rosso-Ferrari   | 1:25.934 | 1:25.615 | 1:25.434 | 5    |
| 6                   | 19 | Felipe Massa      | Williams-Mercedes    | 1:25.918 | 1:25.644 | 1:25.458 | 6    |
| 7                   | 55 | Carlos Sainz jr.  | Toro Rosso-Ferrari   | 1:27.057 | 1:25.384 | 1:25.582 | 7    |
| 8                   | 3  | Daniel Ricciardo  | Red Bull-TAG Heuer   | 1:26.945 | 1:25.599 | 1:25.589 | 8    |
| 9                   | 11 | Sergio Pérez      | Force India-Mercedes | 1:26.607 | 1:25.753 |          | 9    |
| 10                  | 27 | Nico Hülkenberg   | Force India-Mercedes | 1:26.550 | 1:25.865 |          | 10   |
| 11                  | 77 | Valtteri Bottas   | Williams-Mercedes    | 1:27.135 | 1:25.961 |          | 16   |
| 12                  | 14 | Fernando Alonso   | McLaren-Honda        | 1:26.537 | 1:26.125 |          | 11   |
| 13                  | 22 | Jenson Button     | McLaren-Honda        | 1:26.740 | 1:26.304 |          | 12   |
| 14                  | 30 | Jolyon Palmer     | Renault              | 1:27.241 | 1:27.601 |          | 13   |
| 15                  | 20 | Kevin Magnussen   | Renault              | 1:27.297 | 1:27.742 |          | 14   |
| 16                  | 9  | Marcus Ericsson   | Sauber-Ferrari       | 1:27.435 |          |          | 15   |
| 17                  | 12 | Felipe Nasr       | Sauber-Ferrari       | 1:27.958 |          |          | 17   |
| 18                  | 26 | Daniil Kvjat      | Red Bull-TAG Heuer   | 1:28.006 |          |          | 18   |
| 19                  | 8  | Romain Grosjean   | Haas-Ferrari         | 1:28.322 |          |          | 19   |
| 20                  | 21 | Esteban Gutiérrez | Haas-Ferrari         | 1:29.606 |          |          | 20   |
| 21                  | 88 | Rio Haryanto      | MRT-Mercedes         | 1:29.627 |          |          | 22   |
| 22                  | 94 | Pascal Wehrlein   | MRT-Mercedes         | 1:29.642 |          |          | 21   |
| 107% tijd: 1:31.325 |    |                   |                      |          |          |          |      |

## Wedstrijd

### Achtergrond
Het was de eerste race voor Renault-coureur Jolyon Palmer en het MRT-duo Pascal Wehrlein en Rio Haryanto, alsmede het Haas F1 Team, het eerste Amerikaanse Formule 1-team dat van start ging in 30 jaar.

### Verslag
Nico Rosberg won de race, nadat teamgenoot Lewis Hamilton knap terug wist te komen na een slechte start om als tweede te eindigen. Sebastian Vettel lag lange tijd aan de leiding van de race, maar moest genoegen nemen met een derde positie. Daniel Ricciardo reed ook enkele ronden op podiumkoers, maar eindigde als vierde voor Felipe Massa. Romain Grosjean eindigde de race op een knappe zesde plaats in de eerste race voor zijn team Haas. Hij wist onder anderen Nico Hülkenberg en Valtteri Bottas achter zich te houden. De top 10 werd afgesloten door het Toro Rosso-duo Carlos Sainz jr. en Max Verstappen, die lange tijd in de top 5 reden maar om diverse redenen terugvielen. De race werd enige tijd stilgelegd na een crash in ronde 16, toen McLaren-coureur Fernando Alonso een zware crash meemaakte nadat hij probeerde om de auto van Esteban Gutiérrez in te halen.

### Race-uitslag
| Pos. | No. | Coureur           | Constructeur         | Rondes | Tijd/Oorzaak uitval | Grid | Punten |
| ---- | --- | ----------------- | -------------------- | ------ | ------------------- | ---- | ------ |
| 1    | 6   | Nico Rosberg      | Mercedes             | 57     | 1:48:15.565         | 2    | 25     |
| 2    | 44  | Lewis Hamilton    | Mercedes             | 57     | +8.060              | 1    | 18     |
| 3    | 5   | Sebastian Vettel  | Ferrari              | 57     | +9.643              | 3    | 15     |
| 4    | 3   | Daniel Ricciardo  | Red Bull-TAG Heuer   | 57     | +24.330             | 8    | 12     |
| 5    | 19  | Felipe Massa      | Williams-Mercedes    | 57     | +58.979             | 6    | 10     |
| 6    | 8   | Romain Grosjean   | Haas-Ferrari         | 57     | +1:12.081           | 19   | 8      |
| 7    | 27  | Nico Hülkenberg   | Force India-Mercedes | 57     | +1:14.199           | 10   | 6      |
| 8    | 77  | Valtteri Bottas   | Williams-Mercedes    | 57     | +1:15.153           | 16   | 4      |
| 9    | 55  | Carlos Sainz jr.  | Toro Rosso-Ferrari   | 57     | +1:15.680           | 7    | 2      |
| 10   | 33  | Max Verstappen    | Toro Rosso-Ferrari   | 57     | +1:16.833           | 5    | 1      |
| 11   | 30  | Jolyon Palmer     | Renault              | 57     | +1:23.399           | 13   |        |
| 12   | 20  | Kevin Magnussen   | Renault              | 57     | +1:25.606           | 14   |        |
| 13   | 11  | Sergio Pérez      | Force India-Mercedes | 57     | +1:31.699           | 9    |        |
| 14   | 22  | Jenson Button     | McLaren-Honda        | 56     | +1 ronde            | 12   |        |
| 15   | 12  | Felipe Nasr       | Sauber-Ferrari       | 56     | +1 ronde            | 17   |        |
| 16   | 94  | Pascal Wehrlein   | MRT-Mercedes         | 56     | +1 ronde            | 21   |        |
| DNF  | 9   | Marcus Ericsson   | Sauber-Ferrari       | 38     | Motor               | 15   |        |
| DNF  | 7   | Kimi Räikkönen    | Ferrari              | 21     | Motor               | 4    |        |
| DNF  | 88  | Rio Haryanto      | MRT-Mercedes         | 17     | Mechanisch          | 22   |        |
| DNF  | 21  | Esteban Gutiérrez | Haas-Ferrari         | 16     | Ongeluk             | 20   |        |
| DNF  | 14  | Fernando Alonso   | McLaren-Honda        | 16     | Ongeluk             | 11   |        |
| DNS  | 26  | Daniil Kvjat      | Red Bull-TAG Heuer   | 0      | Elektrisch          | 18   |        |

## Tussenstanden wereldkampioenschap
Betreft tussenstanden voor het wereldkampioenschap na afloop van de race.

### Coureurs
| Positie | No. | Rijder           | Team                 | Punten |
| ------- | --- | ---------------- | -------------------- | ------ |
| 01      | 6   | Nico Rosberg     | Mercedes             | 25     |
| 02      | 44  | Lewis Hamilton   | Mercedes             | 18     |
| 03      | 5   | Sebastian Vettel | Ferrari              | 15     |
| 04      | 3   | Daniel Ricciardo | Red Bull-TAG Heuer   | 12     |
| 05      | 19  | Felipe Massa     | Williams-Mercedes    | 10     |
| 06      | 8   | Romain Grosjean  | Haas-Ferrari         | 08     |
| 07      | 27  | Nico Hülkenberg  | Force India-Mercedes | 06     |
| 08      | 77  | Valtteri Bottas  | Williams-Mercedes    | 04     |
| 09      | 55  | Carlos Sainz jr. | Toro Rosso-Ferrari   | 02     |
| 10      | 33  | Max Verstappen   | Toro Rosso-Ferrari   | 01     |

### Constructeurs
| Positie | Team                 | Punten |
| ------- | -------------------- | ------ |
| 01      | Mercedes             | 43     |
| 02      | Ferrari              | 15     |
| 03      | Williams-Mercedes    | 14     |
| 04      | Red Bull-TAG Heuer   | 12     |
| 05      | Haas-Ferrari         | 08     |
| 06      | Force India-Mercedes | 06     |
| 07      | Toro Rosso-Ferrari   | 03     |